# Доброводское сельское поселение
Доброво́дское сельское поселение — муниципальное образование в восточной части Севского района Брянской области. Административный центр — село Доброводье.
Образовано в результате проведения муниципальной реформы в 2005 году, путём слияния дореформенных Доброводского, Сенновского сельсоветов и части Юшинского сельсовета.

## Население
| 2010  | 2011  | 2012  | 2013  | 2014  | 2015  | 2016  |
| ----- | ----- | ----- | ----- | ----- | ----- | ----- |
| 1286  | ↘1279 | ↗1285 | ↘1247 | ↘1217 | ↘1181 | ↘1145 |
| 2017  | 2018  | 2019  | 2020  | 2021  |       |       |
| ↘1121 | ↘1086 | ↘1067 | ↗1068 | ↘990  |       |       |

## Населённые пункты
| № | Населённый пункт | Тип     | Население |
| - | ---------------- | ------- | --------- |
| 1 | Доброводье       | село    | ↘479      |
| 2 | Березовский      | посёлок | ↘6        |
| 3 | Гапонова         | село    | ↘255      |
| 4 | Зайцевский       | посёлок | ↘8        |
| 5 | Михайловский     | посёлок | →5        |
| 6 | Сенное           | село    | ↗204      |
| 7 | Трояновский      | посёлок | ↘0        |
| 8 | Узлич            | посёлок | →0        |
| 9 | Юрасов Хутор     | село    | ↘290      |